# Satoko Tanaka
Satoko Tanaka (Japón, 3 de febrero de 1942) es una nadadora  retirada especializada en pruebas de estilo espalda, donde consiguió ser medallista de bronce olímpica en 1960 en los 100 metros.

## Carrera deportiva
En los Juegos Olímpicos de Roma 1960 ganó la medalla de bronce en los 100 metros estilo espalda, con un tiempo de 1:11.4 segundos, tras la estadounidense Lynn Burke y la británica Natalie Steward.
Y en los Juegos de Asia de Tokio 1958 ganó el oro en la misma prueba.